# Dicrostoniquinis
Els dicrostoniquinis (Dicrostonychini) són una tribu de rosegadors de la família dels cricètids. Les espècies vivents d'aquest grup, totes pertanyents al gènere Dicrostonyx, es troben a la regió àrtica (Sibèria, Nord del Canadà i Alaska). Se n'han trobat fòssils del gènere Predicrostonyx, a Alaska, però també a Polònia, situada a milers de quilòmetres de l'àmbit de distribució actual de la tribu, i altres llocs d'Europa i Àsia.